# 冰斗冰川

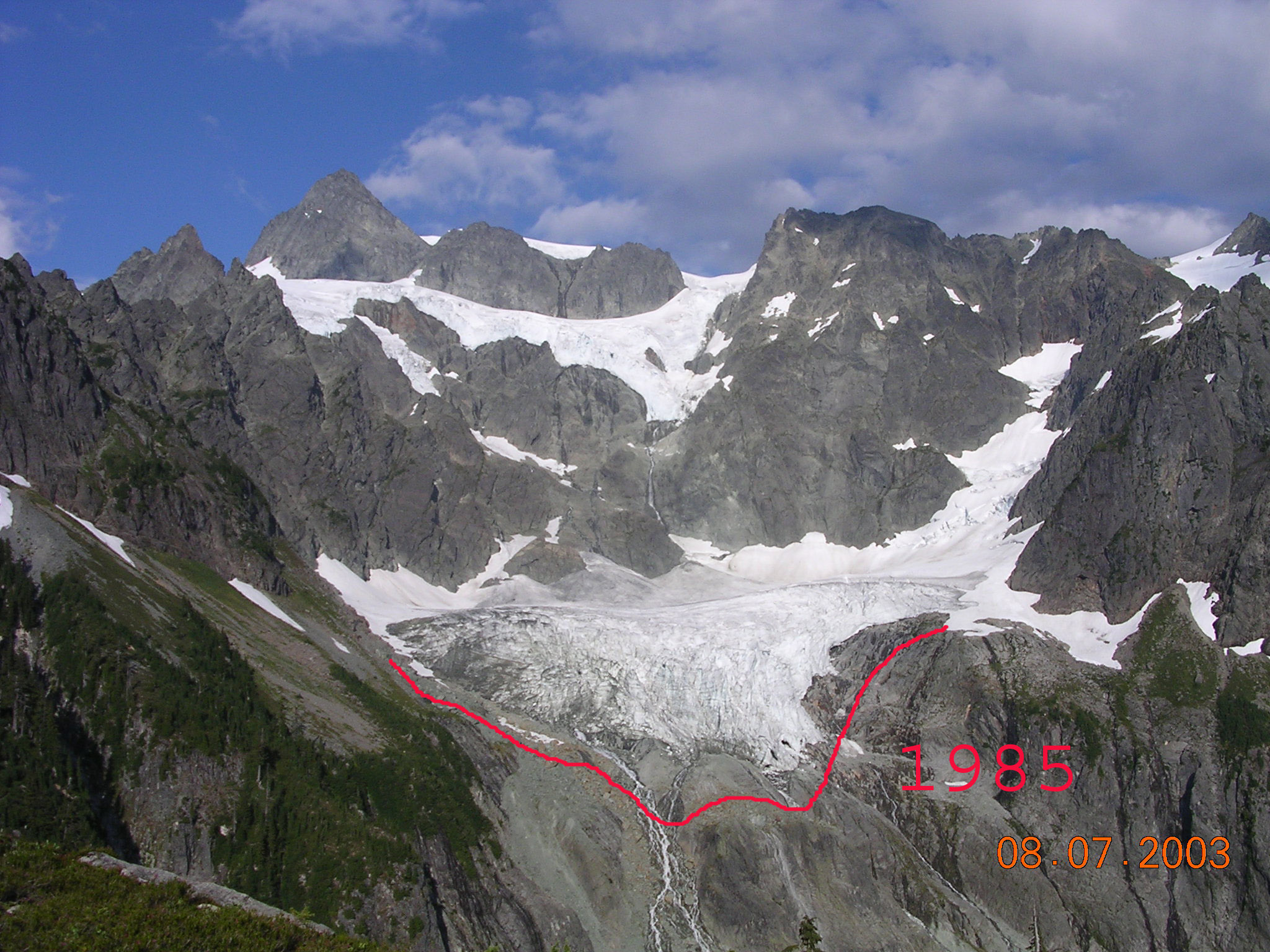
位于美国华盛顿州的一处冰斗冰川

冰斗冰川是一种发育在冰斗中的小型冰川，属于山岳冰川的一种，由冰斗内长期积雪而成。多分布在雪线附近。主要依靠冰斗后壁的雪崩和冰崩补给。